# جنگ‌های اعراب و بیزانس
جنگ‌های اعراب و بیزانس به مجموعه‌ای از جنگ‌ها گفته می‌شود که بین سده‌های هفتم یا یازدهم میلادی بین اعراب مسلمان و امپراتوری روم شرقی رخ داد. این جنگ‌ها در طی فتوحات خلفای راشدین و امویان در سده هفتم و جانشینان آنان رخ داد و تا اواسط سده یازدهم میلادی به طول انجامید که برگی از تاریخ جنگ‌های صلیبی است.
ظهور اعراب مسلمان از عربستان در سال ۶۳۰ میلادی منجر به از دست رفتن سریع استان‌های جنوبی بیزانس (سوریه و مصر) و تصرف آنان توسط مسلمانان شد. در بیش از پنجاه سال بعدی، حملات پرتعداد مسلمانان به آسیای صغیر که دوباره منجر به تهدید پایتخت بیزانس شد و همچنین حملات به شمال آفریقا و قسطنطنیه که موجب سقوط این شهر شد، ادامه یافت. وضعیت تا زمان شکست اعراب در دومین محاصره قسطنطنیه ادامه یافت. پس از آن در سال ۷۱۸ میلادی در زمان خلافت عباسیان، رشته کوه توروس به عنوان مرز مشترک بین اعراب و بیزانس برگزیده شد و روابط تا حدی عادی‌سازی شد. سفارت‌ها تأسیس شدند و آتش‌بس اعلام شد. اگرچه حملات و ضدحملات دو طرف تا حدودی ادامه داشت.
در طول نخستین سدهٔ جنگ، بیزانسی‌ها معمولاً به دفاع می‌پرداختند و از آغاز جنگ خودداری می‌کردند و ترجیح می‌دادند به دژ‌های مستحکم پناه ببرند. پس از سال ۷۴۰ میلادی، آنان ضد حملات خود را آغاز کردند. اما هنوز هم خلافت عباسیان قادر به مقابله به مثل با تهاجمات گسترده و مخرب به آسیای صغیر بود. پس از سال ۸۶۱ میلادی با افول دولت عباسی و تقویت امپراتوری بیزانس، میان سال‌های ۹۲۰ تا ۹۷۶ میلادی، بیزانس توانست ارمنستان و شمال سوریه را باز پس بگیرد.

## پیش‌زمینه

### حضور رومی‌ها در منطقه و جنگ با ایرانیان
امپراتوری روم در سده‌های دوم و سوم میلادی شروع به گسترش مرزهای خود به سمت شرق کرد. این امپراتوری پس از جنگ با شاهنشاهی اشکانی و ضمیمه ساختن حاکمیت‌های مستقلی همچون پالمیرا و ادسا، برای نخستین بار در تماس مستقیم با قبایل بادیه‌نشین شبه‌جزیره عربستان قرار گرفت. رومی‌ها در ابتدا با ساخت قلعه‌ها و راه‌ها سعی داشتند به کمک قوای نظامی از حدود خود در مقابل بادیه‌نشینان محافظت کنند. به هر صورت عمل به چنین رویکردی در این سرزمین‌های دور افتاده دشوار و پر خرج بود. از این رو، رومی‌ها با به‌کارگیری اعراب بادیه‌نشین در ساختار نظامی محلی و اعطای عناوین و مواجب به آن‌ها، علاوه بر ایجاد محافظت در مقابل حملات آن‌ها، در قبایل عرب نفوذ کرده و از طریق این عناصر حدود حکمرانی خود را تا جنوب نجران در شمال یمن بست دادند. این بادیه‌نشینان که در منابع رومی از آن‌ها با عنوان «ساراسن» یاد می‌شد، در برخورد با مبلغان رومی در حال گرویدن به مسیحیت بودند.
درحالی‌که به نظر می‌رسید امپراتوری روم در حال قبضه کردن منطقه است، حملات مخرب امپراتوری ساسانی شکست‌های سختی به آن وارد کرد و موجب عقب رانده شدن رومی‌ها از برخی اراضی گشت. به هر صورت توازن قدرت در میانه سده سوم میلادی برقرار و مرزها در حدود بیابان‌های سوریه بین دو طرف تثبیت شد. در این میان امپراتوری روم پس از مدت‌ها تشتت درونی، در نهایت سال ۳۹۵ میلادی به دو امپراتوری مستقل غربی و شرقی تقسیم شد. قسمت شرقی موسوم به امپراتوری بیزانس بزرگ‌ترین واحد حاکمیتی زمان به حساب می‌آمد و با قدرت بالای سیاسی اوضاع را تا حدود زیادی به سامان نگاه داشت. با سپری شدن سده‌های چهارم و پنجم میلادی در صلح، سده ششم و اوایل سده هفتم میلادی شاهد درگیری‌های شدید و گسترده میان بیزانسی‌ها و ساسانی‌ها بود که در ابتدا ساسانیان و سپس رومی‌ها فاتح آن بودند. در این میانه سوریه، فلسطین و مصر برای مدتی به تصرف ساسانیان درآمد اما مجدداً به رومی‌ها بازگردانده شد. به هر صورت این درگیری‌ها منابع این دو امپراتوری را مستهلک ساخت و آن‌ها را در معرض حمله دیگران قرار داد. از طرفی توسل هر دو امپراتوری به خدمات نظامی اعراب محلی موجب قدرت گرفتن هر چه بیشتر آن‌ها شد. در این حال بروز گونه‌ای از عصر یخبندان کوچک در سال‌های ۵۳۶ و ۵۳۷ میلادی و شیوع طاعونی پرخسارت در سال ۵۴۲ میلادی در اراضی این دو امپراتوری مزیدی بر علت این وضعیت گشت که ناآرامی‌های اجتماعی با خود به همراه داشت. این درحالی بود که عربستان و مردمان آن از این بلایا نسبتاً در امان بودند.
به هر صورت شرایط امپراتوری ساسانی در این زمان وخامت بیشتری داشت. این امپراتوری متحمل شکست سختی از رومی‌ها شده بود و متعاقب آن گرفتار یک جنگ داخلی گشت. در همین حین بادیه‌نشینان عرب با بهره‌گیری از فرصت حملاتی را به سرحدات امپراتوری ساسانی صورت می‌دادند. خسرو پرویز سعی کرد با از میان بردن حاکم لخمی و انتصاب یکی از عوامل خود بر این نواحی اعراب را کنترل کند.

### ظهور اسلام

منطقهٔ شام سرآغاز گسترش فتوحات اعراب بود.
متصرفات در زمان محمد، ۶۲۲–۶۳۲ میلادی
متصرفات زمان خلفای راشدین، ۶۳۲–۶۶۱ میلادی
متصرفات زمان خلافت امویان، ۶۶۱–۷۵۰ میلادی

در این حال اعراب جهت پیگیری سازمان‌یافته امیال خود از ساختار منسجم حکومتی بهره نمی‌بردند تا این که پیامبری به نام محمد در مکه در غرب عربستان سربرآورد. در مقابل مخالفت‌ها، محمد وادار شد برای «اجرای اراده خدا» متوسل به زور شود. پس از تشکیل حکومتی در مدینه در سال ۶۲۲ میلادی، در نهایت توانست سال ۶۲۸ میلادی بر دشمنان خود، خاصه در مکه، غالب بیاید. برخی تاریخ‌دانان مدعی شده‌اند او از همان ابتدا قصد حکومتی جهانی را در سر داشته‌است. محمد و ائتلافی از قبایل همراه او با اطلاع از آماده‌سازی‌ها نظامی برخی قبایل حامی بیزانس علیه او و همچنین به منظور دستیابی به اورشلیم، نخستین قبله مسلمانان، سال ۶۳۰ میلادی رو به شمال آورد و با رسیدن به تبوک در تقابل مستقیم با رومی‌ها قرار گرفت. به هر صورت با حصول توافق با اعراب محلی پیشروی بیشتری صورت نگرفت. به نقل از تاریخ‌نگاران مسلمان، محمد همزمان از طریق ابزارهای دیپلماتیک و نظامی مابقی شبه‌جزیره عربستان را نیز تا هنگام مرگش در سال ۶۳۲ میلادی تحت امر خود درآورد. پس از مرگ او این قبایل علم‌سرکشی برآورند اما ابوبکر، جانشین محمد، توانست در عرض یک سال آن‌ها را مجدداً فرمان‌بردار کند.

## شروع درگیری‌ها

### فتح شام به‌دست مسلمانان
نخستین وقایع‌نگاری محلی قابل استناد گزارش از درگیری نظامی مستقیم بین مسلمانان و رومیان در ماه فوریه سال ۶۳۴ میلادی در مکانی به نام داثِن در ۲۰ کیلومتری شرق غزه می‌کند. جزئیات چندانی از نبرد داثن نقل نشده‌است اما گفته می‌شود پس از «گریز» رومی‌ها، ۴۰۰۰ هزار غیرنظامی توسط اعراب قتل‌عام شده‌اند. منابع اسلامی مدعی به قتل رسیدن سردار رومی در این نبرد هستند. با ادامه دست‌اندازی اعراب به سرحدات بیزانس و نزدیک شدن آن‌ها به سکونتگاه‌های بزرگ، فرماندار رومی فلسطین خود را مکلف به مداخله دید. نیرویی گرد آورد و از قیصزیه به سمت بیت جبرین در جنوب رفت. سپاه بیزانس در راه در کمین مسلمانان افتاد و متحمل شکست سختی در نبرد اجنادین در ماه ژوئیه سال ۶۳۴ میلادی شد.

نقشه جبهه مرزی بیزانس- اعراب در جنوب شرقی آسیای صغیر، در امتداد رشته توروس-آنتی توروس

اعراب پیشروی به سمت شمال را ادامه دادند و به جهت اجتناب از سکونتگاه‌های بزرگ، از راه صحرا پاییز سال ۶۳۴ میلادی به بصری، مرکز استان عربیه بیزانس و شهری ثروتمند و آباد در جنوب سوریه رسیدند. بنا بر توافق وقایع‌نگاران مسلمان و مسیحی، سلطه اعراب بر بصری به سهولت صورت گرفت و شهر در غیاب عناصر نظامی بیزانس، بدون مقاومت در قبال در امان بودن جان و مال ساکنانش تسلیم آن‌ها شد و پذیرفت جزیه بپردازد. در همین زمان سوفرونیوس، پاتریارک اورشلیم حضور اعراب مسلمان در منطقه و مشکلاتی که برای رومی‌ها پدید آورده بودند، را نتیجه «گناهان» مسیحیان می‌داند.
امپراتور هراکلیوس با حضور در شمال سوریه ژنرال ارمنی خود واهان را مامور به هدایت عملیات علیه مهاجمان کرد. امپراتور بیش از همه نگران تهدید متوجه به شهر کلیدی دمشق بود؛ از این نیرویی را برای محافظت از آن معین نمود. ماهان با حرکت از انطاکیه، در راه نیروی کوچکی از عناصر شناسایی عرب را در حومه حمس شکست داد. اوایل تابستان سال ۶۳۶ میلادی نیروی بزرگی از اعراب به سمت منطقه دمشق می‌رفت. ماهان با دریافت ۱۰ هزار نفر نیروی کمکی از ادسا، در ساحل شرقی رود یرموک اردو زد. قوای پرشمار بیزانسی بخت را همراه خود نداشت. در نخستین برخورد بین دو طرف، مسلمانان توانستند بر نیروی ادسایی فائق بیایند.